# Eva Sternberg
Eva Margareta Helena Sternberg, född Jagner 28 oktober 1939 i Borås Gustav Adolfs församling, i dåvarande Älvsborgs län, är en svensk familjerådgivare och författare.

## Bakgrund och utbildning
Eva Sternberg, som är dotter till ingenjören Daniel Jagner och Lea Jagner, blev efter akademiska studier filosofie magister i Göteborg 1963 och gick ut lärarhögskola 1964. Hon studerade vid Handelshögskolan i Göteborg och tog examen som civilekonom där 1967.

## Liv och verksamhet
Eva Sternberg var förste byråsekreterare vid Chalmers Tekniska högskola (CTH) 1967–1969, Göteborgs skolförvaltning 1969 och AB Volvo Göteborg 1969–1973. Hon blev egenföretagare 1970 och är grundare av AB Företagens Språkkonsult och AB Kastimar. Hon var initiativtagare till handelhuset Ewa i Göteborg 1982, mässan Kvinnor kan Göteborg 1984, Nordiska fredsmötet i Göteborg 1982, Föreningen för Kulturkontakt och interkulturell kommunikation 1980, Sveriges kvinnliga företagares riksförbund 1985.
En rad olika uppdrag ingår också i Sternbergs engagemang. Hon var riksordförande i Hem och Skola 1984–1986, styrelseledamot RFSU:s försäljningsbolag, IKFF, vice ordförande i Riksförbundet Svenska kvinnliga företagare, Melleruds företagarförening, föreningen för Kulturkontakt och interkulturell kommunikation, arbetslivsrepresentat för linjenämnden för de språkliga institutionerna vid Göteborgs universitet, AB Företagens språkkonsult AB, AB Kastimar, Skolöverstyrelsen, referensgruppen för kvinnlig företagarskola i Norrbotten och Golfhörnan AB.
Eva Sternberg har författat böckerna Personalutveckling genom språkutbildning (1972), Tala med ditt barn (1975), Internationalisering (1975), Arbeta för livet (1976), Jämt ställd (1983), Engelska för mellanstadiet (1985). Han var redaktör för en rad läromedel i engelska. Hon fick Kerstin Hesselgrenmedaljen 1984.

## Familj
Eva Sternberg är sedan 1963 gift med Jan Sternberg (född 1939), son till Sven Sternberg och Rut, ogift Landstedt. Deras son är golfentreprenören Martin Sternberg.